# Märgelsandbi
Märgelsandbi (Andrena labialis) är en art i insektsordningen steklar som tillhör överfamiljen bin och familjen grävbin.

## Beskrivning
Arten har en kraftig kropp och ett huvud med blekbrun behåring i ansiktet och bruna antenner, mörka hos honan, ljusare hos hanen. Hanen har dessutom clypeus och nedre delen av kinderna klargult färgade. Mellankroppen har blekbrun päls, nästan vit hos hanen. Tergiterna ett till fyra hos honan, två till fyra hos hanen har tydliga, vitaktiga hårband längs bakkanterna. Hanen har dessutom glesa, blekbruna hår som vitnar med åldern på hela bakkroppen. Honan har en kroppslängd på 12 till 15 mm, hanen på 10 till 13 mm.

## Ekologi
Habitatet utgörs av både torra marker på ler- och sandjord som torra stäpper, ökenliknande områden och skogsbryn, till fuktigare sådana, som bland annat blomsterängar och bergsängar. Bona grävs gärna ut i solbelysta slänter. Fransgökbiet kan parasitera boet; dess hona lägger ägg i larvboet, ett i varje larvcell, och den resulterande larven lever av det insamlade matförrådet efter det att värdägget eller -larven dödats.
Märgelsandbiet är troligen oligolektiskt på ärtväxter, det hämtar främst pollen hos sådana (som klövrar, sötväpplingar, vialer, luserner, kroniller, vickrar, käringtandssläktet och getväpplingar), men arten kan även besöka korgblommiga växter, korsblommiga växter, rosväxter, desmeknoppsväxter, liljeväxter och flenörtsväxter. Den flyger från slutet av maj till sent i juli.

## Utbredning
Märgelsandbiet förekommer i större delen av Europa, Nordafrika, Turkiet och Västasien samt vidare österut till Sibirien.
I Sverige finns arten i Götaland och Svealand upp till östra Östergötland och Mälardalen med undantag av Gotland. Utbredningen fluktuerar kraftigt; sedan 2020 ökar arten något, men Artdatabanken utesluter inte att trenden kan vända igen. Den är sedan 2020 rödlistad i landet som nära hotad ("NT"), men så sent som 2005 var den klassificerad som akut hotad ("CR").
Arten är sedan 2010 rödlistad som nationellt utdöd ("RE") i Finland; tidigare, då den var rödlistad som starkt hotad ("EN"), hade den observerats i sydöstra och östra delarna av landet upp till Norra Savolax.